# 레이버 페인스
레이버 페인스(Labor Pains)는 미국에서 제작된 라라 샤피로 감독의 2009년 코미디, 멜로/로맨스 영화이다. 린제이 로한 등이 주연으로 출연하였다.

## 출연

### 주연
- 린제이 로한
- 루크 커비

### 조연
- 셰릴 하인즈
- 케빈 코베이스
- 재닌 가로팔로
- 아론 유
- 보니 소머빌
- 윌리 가슨
- 크리드 브래턴
- 브리짓 멘들러
- 제이 토머스
- 트레시 엘리스 로스
- 크리스 파넬
- 달시 데모스
- 셜리 브레너
- D.C. 더글러스
- 마리 치텀
- 베리 퍼픽
- 나얀 라이나